# Сухарев, Константин Константинович
Константи́н Константи́нович Су́харев (26 февраля 1912, Ачинск — 8 октября 2004, Новосибирск) — советский, российский шахматист и шахматный композитор, шахматный организатор и журналист. Пятикратный чемпион Новосибирска по шахматам. Судья республиканской категории по шахматам (1974) и шахматной композиции (1980). Председатель (1968—1989), почётный председатель (1989—2004) Новосибирской областной шахматной федерации. Шахматный обозреватель газет «Вечерний Новосибирск», «Советская Сибирь». Краевед. Участник Великой Отечественной войны.

## Биография
Родился 26 февраля 1912 года в городе Ачинске Енисейской губернии. Отец, Константин Макарович Сухарев (1891—1920) переехал в Ачинск с Урала, был приказчиком, затем работал в Закупсбыте — Союзе сибирских кооперативных союзов. Погиб на фронте Гражданской войны. Мать Александра Фёдоровна (1886—1983) родилась и выросла в Сибири, домохозяйка, позже работала учительницей.
После рождения детей (сестра Константина Лидия родилась в 1914 году) семья Сухаревых переехала в Барнаул, однако после крупного городского пожара 1917 года вернулась в Ачинск, где в 1928 году Константин окончил среднюю девятилетнюю школу, после чего работал в геодезической партии Н. Н. Барыбалова. Высшего образования не имел. Техническое образование получил в 1931 году на двухмесячных курсах триангуляторов (геодезистов) при Омском институте сельского хозяйства, после полевого сезона продолжил в 1932 году обучение на двухмесячных курсах астрономов-северян при том же институте. Работая в триангуляционной конторе в городе Омске, был командирован на полевые работы в Боградский район Хакасской автономной области Западно-Сибирского (с 1934 года Красноярского) края в качестве начальника геодезической партии. В Хакасии занялся философским и политическим самообразованием, читал экономическую литературу.
После разукрупнения Западно-Сибирского края переехал в Новосибирск в 1935 году. Работал геодезистом в Западно-Сибирском земельном управлении, а с 1937 года в Новосибирском аэрогеодезическом предприятии в должности сменного инженера, начальника вычислительного цеха.
Участвовал в Великой Отечественной войне. В 1942 году мобилизован в действующие войска Брянского фронта. Был командиром миномётного отделения пехотного полка. В августе получил тяжёлое ранение левого предплечья. Проходил лечение в госпиталях Тулы и Горького. Признан негодным к продолжению службы, в 1943 году уволен в запас.
Вернулся в Новосибирск, в 1943—1944 годах преподавал геодезию в Новосибирском топографическом училище ГУГК при СНК СССР. В 1944—1950 годах преподаватель средне-технических курсов повышения квалификации железнодорожников при Новосибирском институте военных инженеров транспорта. В 1950—1958 годах консультант, заведующий Новосибирского учебно-консультационного пункта московского Всесоюзного заочного техникума железнодорожного транспорта. С 1958 года и до выхода на пенсию в 1972 году работал старшим инженером по геодезии, затем главным специалистом по топографо-геодезическим работам Сибирского государственного института по проектированию лесозаготовительных, лесосплавных, деревообрабатывающих предприятий и путей лесотранспорта (Сибгипролеспром). Обслуживал территорию от Урала до Дальнего Востока.
С 1992 года член комиссии по истории города Новосибирска во главе с директором Института истории СО РАН членом-корреспондентом РАН Леонидом Михайловичем Горюшкиным.
В начале января 2004 года несчастный случай приковал Константина Константиновича Сухарева к постели. Cкончался 8 октября 2004 года на 93-м году жизни в Новосибирске. Похоронен на Заельцовском кладбище (квартал 103).

### Семья
- Жена Капитолина Михайловна (? — 2000?)[10]
- Дочь Ирина (1939 — ?) Окончила Новосибирский инженерно-строительный институт, работала в Свердловске, а затем — в Средней Азии[10].

## Шахматный путь
Играть в шахматы в возрасте пяти лет научил отец. В школьные годы организовывал в Ачинске шахматные соревнования. В 1928 году участвовал в чемпионате города Ачинска по шахматам среди взрослых. Окончив школу в том же году, одновременно с работой в геодезической партии стал редактором шахматного раздела в газете «Ачинский крестьянин». В 1929 году занял 2 место в чемпионате города Ачинска.
В 1930-е годы стал одним из сильнейших шахматистов Сибири. В 1935 году вместе с Анатолием Уфимцевым, чемпионом Омской области, принял участие в полуфинале первенства РСФСР по шахматам, по результатам которого поделил третье призовое место с победителями соревнований Урала, городов Челябинска и Уфы. За этот успех присуждена первая категория СССР по шахматам. После переезда в Новосибирск в 1935 году на 1-м Западно-Сибирском краевом шахматном турнире работников земельных органов занял первое место с правом участвовать в чемпионате Союза работников земельных органов СССР (Москва, 1936). В 1936 году на Московском турнире стал вторым шахматистом в отрасли. Чемпион Новосибирска по шахматам 1936, 1937, 1946, 1947, 1953 годов.
С 1945 года в газете «Советская Сибирь» публиковал шахматные задачи, делал обзоры турниров, готовил шахматные портреты.
В 1954 году получил звание спортивного судьи первой категории по шахматам.
В 1963—1991 годах редактор шахматного отдела газеты «Вечерний Новосибирск».
С 1968 по 1989 год Константин Константинович Сухарев — председатель, с 1989 года — почётный председатель Новосибирской областной шахматной федерации. Под его началом проходило множество турниров, к примеру, регулярные матчи Новосибирск — Академгородок, в том числе на 50 досках. В 1972 году по его инициативе в Новосибирске был открыт Городской шахматный клуб, воспитавший таких незаурядных шахматистов, как Александр Хасин, Александр Фоминых, Вадим Рубан, Александр Гольдин. В 1988 году сборная НГШК стала чемпионом страны среди клубов, а 19-летняя Юлия Дёмина стала чемпионкой СССР.
В 1974 году получил звание спортивного судьи республиканской (РСФСР) категории по шахматам.

### Шахматная композиция
21 августа 1927 года в шахматном отделе газеты «Неделя» (приложение к газете «Советская Сибирь») увидела свет первая шахматная задача, составленная Сухаревым. После дебютной публикации Константин приобрёл сборник «Задачи и этюды», открывший для него мир шахматной композиции, которая стала увлечением на всю жизнь. В 1930 году во всесоюзном издании «Шахматный листок» был опубликован его первый этюд. Позже этюд был перепечатан во многих изданиях. Благодаря этому произведению Константин Константинович попал в почётный список советских композиторов-этюдистов, помещённый в книге Александра Гербстмана «Шахматный этюд в СССР» (1934).
Многолетний труд Константина Константиновича Сухарева способствовал становлению в Новосибирске актива шахматных композиторов — А. В. Бахарев, В. И. Виниченко, Г. С. Гамза, М. С. Данилов, В. А. Казанцев, Р. М. Ларин, Д. Ф. Петров, В. И. Сабинин, В. В. Сидоров, В. И. Туманов, В. Ф. Чернавин, В. Г. Чупин, Д. А. Якимович и другие, а также возникновению контактов с авторами шахматных задач сибирских и дальневосточных городов. Большое значение в деле вовлечения молодёжи Сибири в занятия шахматной композицией имели его публикации в газетах «Советская Сибирь» и «Вечерний Новосибирск», в том числе организуемые им конкурсы составления и решения шахматных композиций. Сухарев — автор пяти шахматных книг, а также статей по шахматной композиции в журналах «64 — Шахматное обозрение», «Шахматы в России», «Шахматная композиция», «Шахматная поэзия», «Уральский проблемист». Его работы открыли шахматному миру столицу Сибири.
Новосибирская команда составителей задач и этюдов под руководством Константина Константиновича Сухарева стала принимать участие в первенствах РСФСР и России по шахматной композиции. В 1977 году в VI чемпионате РСФСР команда Новосибирской области впервые стала призёром, завоевав второе место. Затем ещё несколько раз занимала высокие места в командных чемпионатах республики — 3-е (VII чемпионат, 1980), 2-е (VIII чемпионат, 1983), 5-е (IX чемпионат, 1986), 2-е (X чемпионат, 1989). В 1995 году в XII чемпионате во главе с капитаном, Константином Константиновичем Сухаревым, команда Новосибирской области завоевала звание чемпиона России. Когда появились первые фестивали шахматных композиторов в Одессе, Челябинске и Броварах, он активно включился в фестивальную деятельность — постоянно привозил на них команду из Новосибирска, объявлял и судил конкурсы этюдов (часто совместно с Анатолием Кузнецовым). Он был одним из организаторов и судей командных соревнований композиторов — Матчей городов-героев и двух матчей «Запад—Восток».
В 1980 году получил звание спортивного судьи республиканской (РСФСР) категории по шахматной композиции.

## Творчество
|   | a | b | c | d | e | f | g | h |   |
| - | --- | --- | --- | --- | --- | --- | --- | --- | - |
| 8 | b6 белая ладья · e6 чёрная пешка · h6 чёрная пешка · d5 чёрный король · b4 белый король · h2 чёрный ферзь · d1 белый конь · e1 белый слон | b6 белая ладья · e6 чёрная пешка · h6 чёрная пешка · d5 чёрный король · b4 белый король · h2 чёрный ферзь · d1 белый конь · e1 белый слон | b6 белая ладья · e6 чёрная пешка · h6 чёрная пешка · d5 чёрный король · b4 белый король · h2 чёрный ферзь · d1 белый конь · e1 белый слон | b6 белая ладья · e6 чёрная пешка · h6 чёрная пешка · d5 чёрный король · b4 белый король · h2 чёрный ферзь · d1 белый конь · e1 белый слон | b6 белая ладья · e6 чёрная пешка · h6 чёрная пешка · d5 чёрный король · b4 белый король · h2 чёрный ферзь · d1 белый конь · e1 белый слон | b6 белая ладья · e6 чёрная пешка · h6 чёрная пешка · d5 чёрный король · b4 белый король · h2 чёрный ферзь · d1 белый конь · e1 белый слон | b6 белая ладья · e6 чёрная пешка · h6 чёрная пешка · d5 чёрный король · b4 белый король · h2 чёрный ферзь · d1 белый конь · e1 белый слон | b6 белая ладья · e6 чёрная пешка · h6 чёрная пешка · d5 чёрный король · b4 белый король · h2 чёрный ферзь · d1 белый конь · e1 белый слон | 8 |
| 7 | b6 белая ладья · e6 чёрная пешка · h6 чёрная пешка · d5 чёрный король · b4 белый король · h2 чёрный ферзь · d1 белый конь · e1 белый слон | b6 белая ладья · e6 чёрная пешка · h6 чёрная пешка · d5 чёрный король · b4 белый король · h2 чёрный ферзь · d1 белый конь · e1 белый слон | b6 белая ладья · e6 чёрная пешка · h6 чёрная пешка · d5 чёрный король · b4 белый король · h2 чёрный ферзь · d1 белый конь · e1 белый слон | b6 белая ладья · e6 чёрная пешка · h6 чёрная пешка · d5 чёрный король · b4 белый король · h2 чёрный ферзь · d1 белый конь · e1 белый слон | b6 белая ладья · e6 чёрная пешка · h6 чёрная пешка · d5 чёрный король · b4 белый король · h2 чёрный ферзь · d1 белый конь · e1 белый слон | b6 белая ладья · e6 чёрная пешка · h6 чёрная пешка · d5 чёрный король · b4 белый король · h2 чёрный ферзь · d1 белый конь · e1 белый слон | b6 белая ладья · e6 чёрная пешка · h6 чёрная пешка · d5 чёрный король · b4 белый король · h2 чёрный ферзь · d1 белый конь · e1 белый слон | b6 белая ладья · e6 чёрная пешка · h6 чёрная пешка · d5 чёрный король · b4 белый король · h2 чёрный ферзь · d1 белый конь · e1 белый слон | 7 |
| 6 | b6 белая ладья · e6 чёрная пешка · h6 чёрная пешка · d5 чёрный король · b4 белый король · h2 чёрный ферзь · d1 белый конь · e1 белый слон | b6 белая ладья · e6 чёрная пешка · h6 чёрная пешка · d5 чёрный король · b4 белый король · h2 чёрный ферзь · d1 белый конь · e1 белый слон | b6 белая ладья · e6 чёрная пешка · h6 чёрная пешка · d5 чёрный король · b4 белый король · h2 чёрный ферзь · d1 белый конь · e1 белый слон | b6 белая ладья · e6 чёрная пешка · h6 чёрная пешка · d5 чёрный король · b4 белый король · h2 чёрный ферзь · d1 белый конь · e1 белый слон | b6 белая ладья · e6 чёрная пешка · h6 чёрная пешка · d5 чёрный король · b4 белый король · h2 чёрный ферзь · d1 белый конь · e1 белый слон | b6 белая ладья · e6 чёрная пешка · h6 чёрная пешка · d5 чёрный король · b4 белый король · h2 чёрный ферзь · d1 белый конь · e1 белый слон | b6 белая ладья · e6 чёрная пешка · h6 чёрная пешка · d5 чёрный король · b4 белый король · h2 чёрный ферзь · d1 белый конь · e1 белый слон | b6 белая ладья · e6 чёрная пешка · h6 чёрная пешка · d5 чёрный король · b4 белый король · h2 чёрный ферзь · d1 белый конь · e1 белый слон | 6 |
| 5 | b6 белая ладья · e6 чёрная пешка · h6 чёрная пешка · d5 чёрный король · b4 белый король · h2 чёрный ферзь · d1 белый конь · e1 белый слон | b6 белая ладья · e6 чёрная пешка · h6 чёрная пешка · d5 чёрный король · b4 белый король · h2 чёрный ферзь · d1 белый конь · e1 белый слон | b6 белая ладья · e6 чёрная пешка · h6 чёрная пешка · d5 чёрный король · b4 белый король · h2 чёрный ферзь · d1 белый конь · e1 белый слон | b6 белая ладья · e6 чёрная пешка · h6 чёрная пешка · d5 чёрный король · b4 белый король · h2 чёрный ферзь · d1 белый конь · e1 белый слон | b6 белая ладья · e6 чёрная пешка · h6 чёрная пешка · d5 чёрный король · b4 белый король · h2 чёрный ферзь · d1 белый конь · e1 белый слон | b6 белая ладья · e6 чёрная пешка · h6 чёрная пешка · d5 чёрный король · b4 белый король · h2 чёрный ферзь · d1 белый конь · e1 белый слон | b6 белая ладья · e6 чёрная пешка · h6 чёрная пешка · d5 чёрный король · b4 белый король · h2 чёрный ферзь · d1 белый конь · e1 белый слон | b6 белая ладья · e6 чёрная пешка · h6 чёрная пешка · d5 чёрный король · b4 белый король · h2 чёрный ферзь · d1 белый конь · e1 белый слон | 5 |
| 4 | b6 белая ладья · e6 чёрная пешка · h6 чёрная пешка · d5 чёрный король · b4 белый король · h2 чёрный ферзь · d1 белый конь · e1 белый слон | b6 белая ладья · e6 чёрная пешка · h6 чёрная пешка · d5 чёрный король · b4 белый король · h2 чёрный ферзь · d1 белый конь · e1 белый слон | b6 белая ладья · e6 чёрная пешка · h6 чёрная пешка · d5 чёрный король · b4 белый король · h2 чёрный ферзь · d1 белый конь · e1 белый слон | b6 белая ладья · e6 чёрная пешка · h6 чёрная пешка · d5 чёрный король · b4 белый король · h2 чёрный ферзь · d1 белый конь · e1 белый слон | b6 белая ладья · e6 чёрная пешка · h6 чёрная пешка · d5 чёрный король · b4 белый король · h2 чёрный ферзь · d1 белый конь · e1 белый слон | b6 белая ладья · e6 чёрная пешка · h6 чёрная пешка · d5 чёрный король · b4 белый король · h2 чёрный ферзь · d1 белый конь · e1 белый слон | b6 белая ладья · e6 чёрная пешка · h6 чёрная пешка · d5 чёрный король · b4 белый король · h2 чёрный ферзь · d1 белый конь · e1 белый слон | b6 белая ладья · e6 чёрная пешка · h6 чёрная пешка · d5 чёрный король · b4 белый король · h2 чёрный ферзь · d1 белый конь · e1 белый слон | 4 |
| 3 | b6 белая ладья · e6 чёрная пешка · h6 чёрная пешка · d5 чёрный король · b4 белый король · h2 чёрный ферзь · d1 белый конь · e1 белый слон | b6 белая ладья · e6 чёрная пешка · h6 чёрная пешка · d5 чёрный король · b4 белый король · h2 чёрный ферзь · d1 белый конь · e1 белый слон | b6 белая ладья · e6 чёрная пешка · h6 чёрная пешка · d5 чёрный король · b4 белый король · h2 чёрный ферзь · d1 белый конь · e1 белый слон | b6 белая ладья · e6 чёрная пешка · h6 чёрная пешка · d5 чёрный король · b4 белый король · h2 чёрный ферзь · d1 белый конь · e1 белый слон | b6 белая ладья · e6 чёрная пешка · h6 чёрная пешка · d5 чёрный король · b4 белый король · h2 чёрный ферзь · d1 белый конь · e1 белый слон | b6 белая ладья · e6 чёрная пешка · h6 чёрная пешка · d5 чёрный король · b4 белый король · h2 чёрный ферзь · d1 белый конь · e1 белый слон | b6 белая ладья · e6 чёрная пешка · h6 чёрная пешка · d5 чёрный король · b4 белый король · h2 чёрный ферзь · d1 белый конь · e1 белый слон | b6 белая ладья · e6 чёрная пешка · h6 чёрная пешка · d5 чёрный король · b4 белый король · h2 чёрный ферзь · d1 белый конь · e1 белый слон | 3 |
| 2 | b6 белая ладья · e6 чёрная пешка · h6 чёрная пешка · d5 чёрный король · b4 белый король · h2 чёрный ферзь · d1 белый конь · e1 белый слон | b6 белая ладья · e6 чёрная пешка · h6 чёрная пешка · d5 чёрный король · b4 белый король · h2 чёрный ферзь · d1 белый конь · e1 белый слон | b6 белая ладья · e6 чёрная пешка · h6 чёрная пешка · d5 чёрный король · b4 белый король · h2 чёрный ферзь · d1 белый конь · e1 белый слон | b6 белая ладья · e6 чёрная пешка · h6 чёрная пешка · d5 чёрный король · b4 белый король · h2 чёрный ферзь · d1 белый конь · e1 белый слон | b6 белая ладья · e6 чёрная пешка · h6 чёрная пешка · d5 чёрный король · b4 белый король · h2 чёрный ферзь · d1 белый конь · e1 белый слон | b6 белая ладья · e6 чёрная пешка · h6 чёрная пешка · d5 чёрный король · b4 белый король · h2 чёрный ферзь · d1 белый конь · e1 белый слон | b6 белая ладья · e6 чёрная пешка · h6 чёрная пешка · d5 чёрный король · b4 белый король · h2 чёрный ферзь · d1 белый конь · e1 белый слон | b6 белая ладья · e6 чёрная пешка · h6 чёрная пешка · d5 чёрный король · b4 белый король · h2 чёрный ферзь · d1 белый конь · e1 белый слон | 2 |
| 1 | b6 белая ладья · e6 чёрная пешка · h6 чёрная пешка · d5 чёрный король · b4 белый король · h2 чёрный ферзь · d1 белый конь · e1 белый слон | b6 белая ладья · e6 чёрная пешка · h6 чёрная пешка · d5 чёрный король · b4 белый король · h2 чёрный ферзь · d1 белый конь · e1 белый слон | b6 белая ладья · e6 чёрная пешка · h6 чёрная пешка · d5 чёрный король · b4 белый король · h2 чёрный ферзь · d1 белый конь · e1 белый слон | b6 белая ладья · e6 чёрная пешка · h6 чёрная пешка · d5 чёрный король · b4 белый король · h2 чёрный ферзь · d1 белый конь · e1 белый слон | b6 белая ладья · e6 чёрная пешка · h6 чёрная пешка · d5 чёрный король · b4 белый король · h2 чёрный ферзь · d1 белый конь · e1 белый слон | b6 белая ладья · e6 чёрная пешка · h6 чёрная пешка · d5 чёрный король · b4 белый король · h2 чёрный ферзь · d1 белый конь · e1 белый слон | b6 белая ладья · e6 чёрная пешка · h6 чёрная пешка · d5 чёрный король · b4 белый король · h2 чёрный ферзь · d1 белый конь · e1 белый слон | b6 белая ладья · e6 чёрная пешка · h6 чёрная пешка · d5 чёрный король · b4 белый король · h2 чёрный ферзь · d1 белый конь · e1 белый слон | 1 |
|   | a | b | c | d | e | f | g | h |   |

Этюд, вошедший во многие антологии.
Решение:
1.Сg3! доминация!

1…Ф:g3 2.Кc3+ Kрe5 3.Лb5+ Kpf4 4.Ke2+

1…Фd2+ 2.Kc3+ Kpd4 3.Лd6+

1…Фh3/Фh1 2.Лd6+ Kpe4 3.Kf2+

## Звания и награды
- Орден Отечественной войны II степени[1]
- Медаль За боевые заслуги[1]
- Почётная грамота Президиума Верховного совета Российской Федерации (1993) — за большой личный вклад в социально-культурное развитие города Новосибирска[1]
- Включён в персональный состав пенсионеров Российской шахматной федерации (РШФ)[1]

## Память
- Памяти Константина Константиновича Сухарева посвящён Международный фестиваль «Сибирь шахматная», проходящий ежегодно с 2005 года в Новосибирске[16].

## Публикации

### Философские, краеведческие
- Диалектика времени и эффект постоянства скорости света : монография / К. К. Сухарев. — Новосибирск : [б. и.], 1992.
- О диалектическом методе / К. К. Сухарев. — Новосибирск: Новосибирская типография, 1995.
- О случайности и необходимости в человеческой истории : монография / К. К. Сухарев. — Новосибирск : [б. и.], 1996.
- О том, чего не учла советская власть / К. К. Сухарев. — Новосибирск : [б. и.], 1997.
- На земле сибирской. Краеведческие очерки / К. К. Сухарев. — Новосибирск : [б. и.], 2002.

### Сборники стихов, воспоминания
- Жемчужина родного края : избранное / К. К. Сухарев. — Новосибирск: Наука, 1995, 1996, 1998, 2000.
- Этюды о женщинах / К. К. Сухарев. — Новосибирск: [б. и.], 2001.

### Шахматные

#### Книги
- Нейштадт, В. И. Ловушка для чёрного короля / В. И. Нейштадт, К. К. Сухарев. — Барнаул : Аккем, 1994. — Т. 1. — 176 с. — ISBN 5-88198-009-3.
- Кур, Р. М. Сибирь шахматная / Р. М. Кур, В. И. Нейштадт, К. К. Сухарев. — Барнаул — Новосибирск : ИЦ АКОД «Гражданское согласие, Алтайская краевая федерация шахмат», 1995. — 224 с. — ISBN 5-88198-012-3.
- Сухарев, К. К. Матчи городов-героев и другие соревнования по шахматной композиции. — Новосибирск : Наука, 1998. — 103 с.
- Коваленко, В. С. Ловушка для чёрного короля / В. С. Коваленко, К. К. Сухарев. — Новосибирск, 1999. — Т. 2. — 93 с.
- Сухарев, К. К. Шахматные композиторы Новосибирска : сборник произведений Новосибирских шахматных композиторов. — Новосибирск : Наука, 2000. — 111 с.

#### Статьи
- Сухарев К. К. Больна ли красавица двухходовка? // 64 — Шахматное обозрение. — 1984. — Вып. 9 (май). — С. 26—27. — ISSN 0205-8316.
- Сухарев К. К. О предшественниках в двухходовке // Шахматная композиция. — 1997. — Вып. 19. — С. 41—43.